# 日本国憲法第100条
日本国憲法 第100条（にほんこく（にっぽんこく）けんぽうだい100じょう）は、日本国憲法の第11章にある条文で、日本国憲法の施行期日、関連手続の整備に関して規定している。

## 条文
日本国憲法、e-Gov法令検索。

第百条
この憲法は、公布の日から起算して六箇月を経過した日から、これを施行する。
この憲法を施行するために必要な法律の制定、参議院議員の選挙及び国会召集の手続並びにこの憲法を施行するために必要な準備手続は、前項の期日よりも前に、これを行ふことができる。

## 沿革

### 大日本帝国憲法
なし

### 憲法改正要綱
なし

### GHQ草案
「GHQ草案」、国立国会図書館「日本国憲法の誕生」。

#### 日本語
第九十二条
此ノ憲法ハ国会カ出席議員三分ノ二ノ氏名点呼ニ依リ承認セラレタル時ニ於テ確立スヘシ
国会ノ承認ヲ得タルトキハ皇帝ハ此ノ憲法カ国民ノ至上法トシテ確立セラレタル旨ヲ人民ノ名ニ於テ直ニ宣布スヘシ

#### 英語
Article XCII.
This Constitution shall be established when ratified by the Diet by roll-call vote of two-thirds of the members present.
Upon ratification by the Diet, the Emperor shall immediately proclaim, in the name of the People, that this Constitution has been established as the supreme law of the nation.

### 憲法改正草案要綱
なし

### 憲法改正草案
「憲法改正草案」、国立国会図書館「日本国憲法の誕生」。

第九十六条
この憲法は、公布の日から起算して六箇月を経過した日から、これを施行する。
この憲法を施行するために必要な法律の制定、参議院議員の選挙及び国会召集の手続並びにこの憲法を施行するために必要な準備手続は、前項の期日よりも前に、これを行ふことができる。

## 解説
日本国憲法は昭和21年11月3日に公布され、6か月後の昭和22年5月3日から施行した。
日本国憲法のもとで新たに設置された参議院のため、昭和22年（1947年）2月24日に参議院議員選挙法が施行され、同年4月20日に第1回参議院議員通常選挙が実施された。
なお、国会召集の手続については、日本国憲法施行後の昭和22年（1947年）5月6日に第1回国会の召集詔書が発せられ、同月20日に召集されたことから、本条が適用されることはなかった。